# Ґудрун Паузеванґ
Гудрун Паузеванг (нім. Gudrun Pausewang, у шлюбі Вільке; 3 березня 1928, Младков (Вічштадтль), Чехословаччина; — † 23 січня 2020, Бамберг, Німеччина;) — німецька письменниця та освітянка. Писала в основному дитячу та юнацьку літературу, активно висвітлюючи теми охорони довкілля, небезпеки ядерної енергії та нацизму. До її найвідоміших творів належать — «Біди сім'ї Кальдера» (нім. Die Not der Familie Caldera) (1977), «Останні діти Шевенборна» (нім. Die letzten Kinder von Schewenborn) (1983) та «Хмара» (нім. Die Wolke) (1987). У 2017 році Паузеванг була удостоєна Спеціальної німецької молодіжної літературної премії за роботу всього життя

## Життя
Ґудрун Паузеванґ була старшою дитиною в сім'ї фермера. Всього в сім'ї було п'ятеро дітей, серед яких була й майбутня соціологиня Фрейя Паузеванг. Після початкової школи Ґудрун вчилася в гімназії для дівчаток. Під час Другої світової війни загинув батько. Після закінчення війни сім'я втекла до Західної Німеччини. У Вісбадені майбутня письменниця продовжувала навчання і у 1948 році закінчила середню школу. Після цього вона навчалася в педагогічному інституті в Вайльбурзі на Лані і працювала вчителькою початкової та середньої школи.
З 1956 року вона п'ять років викладала в німецьких школах Чилі і два з половиною роки у Венесуелі. У цей період вона подорожувала по Центральній, Північній і Південній Америці, в тому числі по Амазонці, Вогненній Землі, Перу, Болівії, Колумбії та Мексиці. Наприкінці 1963 року повернулася до Німеччини, де викладала в початковій школі. Чотири роки потому вирушила разом з чоловіком Германом Вільке в Колумбію, де викладала 5 років у місцевих німецьких школах. У 1972 році повернулася з 2-річним сином до Німеччини. Відтоді жила в місті Шліц, земля Гессен, який пізніше став місцем дії її творів «Останні Діти Шевенборна» і «Хмара». У 1998 році захистила докторський ступінь у Університеті Франкфурта-на-Майні з дисертацією «Забуті молодіжні письменники покоління Еріха Кестнера». З 2016 року жила в будинку престарілих недалеко від Бамберга. 
Гудрун Паусеванг померла 23 січня 2020 року у віці 91 року.

## Творчість
Перші десять років письменницької діяльності писала книги лише для дорослих, а пізніше — також і для дітей та юнацтва. У 1989 році вийшла на пенсію в якості вчительки і з тих пір присвятила себе виключно літературній творчості і читанню в школах, бібліотеках і книжкових магазинах. Загальний тираж її книг на момент її смерті становив близько 5 мільйонів.
Письменниця у своїй творчості просувала ідеї миру, виступала проти неонацистських тенденцій. Поширювала ідеї захисту довкілля, а також попереджала про небезпеку використання ядерної енергії. В її книгах, написаних у дусі часу 1980-х, часу руху за мир та екологію, чітко простежується тверда та принципова політична позиція письменниці. ЇЇ твори, такі як Останні діти Шевенборна або Зліт і загибель Острова Дельфіна (нім. Aufstieg und Untergang der Insel Delfina), стали культовими книгами для покоління, що вийшло з 80-х років, та очолило рух проти розвитку ядерної енергетики. Критики, з іншого боку, вважають саме цю її позицію завищеною та однобокою. З початку 1990-х років Ґудрун Паузеванґ написала також ряд молодіжних книг на тему нацизму, весь жах якого вона зазнала сама в підлітковому віці. Окрім того, у 1997 році звертається вона і до біографії молодого Гітлера. Серед її романів і оповідань також є кілька веселих творів, таких як Сходження і падіння Острова Дельфіна або Скутер і чотки. Чотири найуспішніші книги Паузеванґ:
- Біди сім'ї Кальдера (1977)
- Останні діти Шевенборна (1983)
- Я відчуваю голод — я відчуваю спрагу (1984)
- Хмара (1987)

У романі Хмара авторка описує переживання жертви радіації після аварії на німецькій АЕС. Роман став найбільш тиражним твором письменниці після екранізації в 2006 році. Пізніше, після ядерної катастрофи на Фукусімі, Паузеванг знову торкнулася теми ризиків ядерних технологій у своєму романі Ще довго після цього (2012). За роман Хмара в 1988 році Паузеванг отримала Німецьку молодіжну літературну премію та Премію імені Курда Ласвіца, а в 2017році вона отримала спеціальну німецьку молодіжну літературну премію за загальний вклад в німецьку літературу.

## Публікації
Публікації Гудрун Паузеванг зберігаються в Національній бібліотеці Німеччини, включаючи:
- Сім'я Кальдера (1977)
- На довгій дорозі (1978)
- Останні діти Шевенборна (1983)
- Хмара (1987)
- Подорож у серпні (1992)
- Горло (роман, 1993)
- Дитяча та юнацька література націонал-соціалізму як інструмент ідеологічного впливу (2005)

## Нагороди та премії
- 1977: Buxtehuder Bulle[de] за роман «Біди сім'ї Кальдера[de]»
- 1981: La vache qui lit[de] за роман «Я відчуваю голод – я відчуваю спрагу»
- 1981: Премія читацької Ради[de] за роман «Я відчуваю голод – я відчуваю спрагу»
- 1983: La vache qui lit[de] за роман Останні діти Шевенборна
- 1983: Buxtehuder Bulle[de] за роман Останні діти Шевенборна
- 1988: Німецька науково-фантастична премія за роман «Хмара»
- 1988: Deutscher Jugendliteraturpreis[de] за роман «Хмара»
- 1988: Премія імені Курда Лассвіца за роман «Хмара»
- 1990: Bücherlöwe[de] за роман «Хмара»
- 1998: George-Konell-Preis[de] від землі Вісбаден
- 1999: Heinrich-Wolgast-Preis[de] за роман Ти чуєш річку, Елін?
- 1999: Федеральний Хрест: Орден «За заслуги перед Федеративною Республікою Німеччина»
- 2009: Премія Едуарда Бернхарда[de] Землі Хессен за роман «Хмара»
- 2009: Гран-прі Німецької академії дитячої та юнацької літератури міста Фольках[de] за заслуги
- 2017: Deutscher Jugendliteraturpreis[de] — Спеціальна премія за роботу всього життя